# Słotwiny (stacja kolejowa)
Słotwiny – towarowa stacja kolejowa i przystanek osobowy w Nowym Redzeniu, w województwie łódzkim, w Polsce. Przy stacji zlokalizowana jest placówka spółki PKP Energetyka – Zakład Robót Energetycznych w Słotwinach i baza Operatora Logistycznego Paliw Płynnych z siedzibą w Płocku (kolejowa nalewnia paliw z rurociągu Płock – Koluszki).

## Ruch pasażerski
| Rok  | Wymiana pasażerska na dobę |
| ---- | -------------------------- |
| 2017 | 20-49                      |
| 2022 | 50-99                      |